# 单身女士（给它戴上戒指）
《单身女士(给它戴上戒指)》是碧昂丝的一首歌曲，来自她的第三张录音室专辑《雙面碧昂絲》。哥伦比亚唱片公司于2008年10月13日发行了双面热门单曲，分别是单曲《单身女士》和《如果我是男生》，这两首单曲展示了碧昂丝和她在舞台上的另一个自我萨沙·菲尔斯之间的鲜明对比。《单身女士》探讨了男人不愿意求婚或给予承诺的问题。在这首歌的主要情节中，女主人公正在一间俱乐部庆祝她恢复单身。
2010年第52屆葛萊美獎，碧昂丝凭借《单身女士》获得了三項獎項，分別為“最佳年度歌曲”、“最佳R&B歌曲”(Best R&B Song)以及“最佳R&B女歌手獎”(Best Female R&B Vocal Performance)。当时，有几家新闻媒体称其为2008年最佳金曲之一，一些人甚至将它归至过去十年最佳音乐作品之列。《单身女士》四周蝉联美国公告牌百强单曲榜冠军，并被美国唱片业协会(RIAA)认证为四项白金唱片。这首歌还在其他几个国家的单曲排行榜中名列前十。2009年，这首歌以610万张的销量成为全球第七首最畅销的数字单曲，并从而成为有史以来最畅销的单曲之一。
在这首单曲发行的同时，相应的黑白音乐短片也随之问世。此音乐短片也获得了多个奖项，包括2009年MTV音乐短片大奖的年度最佳短片奖。因碧昂丝曾在电视节目和巡回演唱会中表演过《单身女士》这首歌，其音乐短片因此也被广大观众争相模仿。除此之外，一些著名艺术家也对这首歌进行了翻唱，媒体也将其用在当时流行的电视节目中。

## 歌曲背景和发行
《单身女士(给它戴上戒指)》由碧昂丝、特留斯·纳什（梦）、塔迪斯·哈勒尔（库克）和克里斯托弗·斯图尔特（特里奇）共同创作，并由纳什和斯图尔特一同制作。2008年5月，碧昂丝在位于加利福尼亚州伯班克的Boom Boom Room录音棚中录制了这首歌。然后，在兰迪·乌尔班斯基和安德鲁·瓦珀斯的帮助下，杰森·约书亚和戴夫·彭萨多对这首歌进行了混音。2008年4月，碧昂丝与嘻哈歌手杰斯隐婚后，纳什设想了“单身女士”的初步概念。斯图尔特说道，这首歌是“(碧昂丝和杰斯)发表的唯一一份婚姻公开声明”。在录音棚录制这首歌时，碧昂丝一直保持沉默，甚至摘掉了她的结婚戒指。碧昂丝的婚姻给予了纳什灵感，由此，他创作了一首歌曲，这首歌曲关乎一个影响许多人恋爱关系的问题:男人害怕或不愿给予承诺。在接受《公告牌》杂志采访时，碧昂丝补充道，这首歌吸引她的地方在于这个话题的普遍性，这个话题是“人们感兴趣的，并想要讨论的”。她说，虽然《单身女士》是一首节奏欢快的歌曲，但是它确实讲述了女性每天都会面临的一个问题。
《单身女士》出现在《双面碧昂丝》的第二部分，碧昂丝在这首歌中描述了她的另一个自我萨沙·菲尔斯。 这首歌与《如果我是男生》同时发行，作为主打单曲，这两首单曲的目的是展示歌手不同个性之间的斗争。为加强其主题，歌曲的抒情版本和快节奏版本被分别刻于不同光盘之中。这两首单曲于2008年10月8日在美国电台首播，其中，《单身女士》在纽约主流城市电台Power 105.1播出。2008年10月12日，当代节奏电台的播放列表收入了这两首单曲。同一天，《单身女士》被加进了当代城市电台的播放列表， 《如果我是男生》则被归入当代流行电台的播放列表。这两首歌于2008年11月7日在澳大利亚、新西兰和德国以双面热门单曲的形式发行。《单身女士》的混音舞曲版于2009年2月10日在美国发行，并于六日后在欧洲发行。而在英国，《单身女士》最初并不是以单曲形式发行的，但后来这首歌在英国颇受青睐，其下载销量位列英國單曲排行榜前十。2009年2月16日，这首歌以CD單曲的形式发行，且其混音舞曲版也可在网上下载。

## 歌曲构成和歌词解释
《单身女士》是一首受舞厅音乐、迪斯可和弹跳音乐影响的快节奏R&B舞曲。其拍号为四四拍，它运用了断音奏法的拍手声，摩尔斯电码的哔哔声，背景声中递增的口哨声和一个强有力的有机节拍。演奏乐器包括一个大鼓、一架电子琴和一个偶尔放大及缩小的迷幻合成器。
CBC新闻的评论员莎拉·利斯指出，令人惊讶的是，歌曲中对于这些乐器的节奏安排不是沉重的，而是轻快的。据索尼/联合电视音乐出版公司在Musicnotes.com网站上发布的乐谱显示，《单身女士》由E大调谱写而成，并以每分钟96.9拍的中等节奏进行演奏。碧昂丝的演唱音域范围为F♯3 到D5。她的演唱在歌曲中有E和弦的和弦推进，在副歌中则有Bdim–C–Bdim–Am和弦。《华盛顿邮报》 的J·弗里德·杜拉克指出，这首歌的特色是“类似操场人声的和声”。
《单身女士》在音乐方面与碧昂丝2007年的单曲《贴身共舞》较为相似，Allmusic的安迪·凯尔曼称《单身女士》是《贴身共舞》的“强势回归”。斯图尔特和哈勒尔在接受《人物》雜誌采访时说，这两首歌中相似的节奏正是“碧昂丝的反应”。《洛杉磯時報》的安•鲍尔斯认为这首歌延伸了单曲《絕無僅有》(2006年)的女权主题。并且，《凤凰城》的丹尼尔•布罗克曼指出，这首歌中对“模糊代词”的用法，例如“它”，与碧昂丝2005年的单曲《检查》类似。利斯评论说，“单身女士”的节奏让人想起非洲的胶靴舞和校园双绳跳的歌谣，《時代》的道格拉斯·沃尔夫也有同感。《多伦多星报》的翠西·克劳福德总结说，《单身女士》是“一首强有力的女权歌曲"。其他音乐评论家也注意到了这首歌对碧昂丝的粉丝中那些如同歌里的独立女性的吸引力，碧昂丝对那些勇敢与渣男告别的女生表示支持。
碧昂丝在《单身女士》中强调了她具有攻击性和感性的另一个自我萨沙·菲尔斯。    正如数码间谍的尼克·莱文所说，她的声音中流露出许多她的态度。  利斯赞同莱文的观点并写道，碧昂丝的声音听起来“欢快活泼”。  歌词反映了分手后的情况。  伴随着机器人般的声音，歌曲的开头是一段对唱 。 碧昂丝唱着“所有单身女士”，然后背景里的和声每次都会回应这句歌词。  在歌曲的第一段正歌中 ，碧昂丝讲述她“哭了三年”后，才最终结束了一段艰难恋情的故事。   她重拾了和别的男人调情，娱乐和寻找一个更忠诚的恋人的权利。  故事中，碧昂丝和她的朋友们一起在一个俱乐部里庆祝，在那里，她遇到了新的爱人。  但是，她的前男友在盯着她，接着，歌曲的方向指向了他。  然后，她唱起了副歌，副歌中运用了小和弦 和几个歌曲记忆点，  “如果你喜欢它，你应该给它戴上戒指。。。噢噢噢”。 
在歌曲的第二段中，碧昂丝告诉她的旧情人，当他有机会的时候，他并没有试图使他们的恋情变得更长久，所以，他现在没有理由来抱怨她另觅新欢。 在这个桥段中，她重申道，她希望她的新恋人“可以像王子一样抓住她，并将她交给'命运和无穷无尽的世界'”，而"她的白马王子站在那里就像浪漫喜剧中的男二"。 在这首歌的结尾，碧昂丝采取了一种更具攻击性的唱法，她在演唱时使用了中音八度的音调，“就像一个幽灵，我会消失的。” NPR的弗兰尼凯利形容道，当她的第三次和最后一次唱起副歌时，她的歌声在音乐中无所不在。 这首歌的电子音阶一直持续上下浮动，直到这首歌的结束。

## 各界评论

### 评论
数码间谍网站的尼克•莱文特别称赞了《单身女士》的节奏，据他说，“就是让你别放弃”。 影音俱乐部的米开朗基罗·马托斯写道，这首歌“令人叹为观止，其制作绝妙，副歌拥有巨大的吸引力，且余音绕梁”。《洛杉矶时报》的安·鲍尔斯也对这首歌的整体制作，尤其是副歌部分的制作印象深刻，她补充道，“碧昂丝比大多数女歌手更懂得有节奏地演绎放克艺术，这首歌就是最好的例子。”BBC在线的弗雷泽·麦克卡尔平认为《单身女士》是碧昂丝自2006年的单曲《拉响警报》之后制作得最好的歌曲，并赞扬了前者的副歌，称其“极其的朗朗上口，为整首歌提供了惊艳的坚实基础”。《卫报》的亚历克西斯•皮特里迪斯称赞了《单身女士》通过小和弦营造的威胁性的气氛。《凤凰城》的丹尼尔·布罗克曼赞扬了这首歌对“它”一词的使用，并写道，这种手法“相比所在[专辑]利用分开的光盘来体现分裂人格的把戏，这更有效地总结了她分裂的音乐人格”。
Jam! 网站的达里尔·斯特丹认为这首单曲很有价值，并写道，“这听起来就像碧昂丝的歌”。CBC新闻的萨拉·利斯写道，《单身女士》代表了碧昂斯的最佳状态，并形容这首歌“是一首让人立刻上瘾和感到轻飘飘的流行舞曲”。她还评论道，相比“在其他主流的流行音乐歌手间极为盛行的使用调音后的声音”，能听到一个“音色自然变化的，略带沙哑(无论多么轻微)的声音”，是令人愉快的。《时代》杂志的道格拉斯·沃尔夫补充道，《单身女士》的演唱形式是合唱，这让碧昂丝能够展示她高超的技艺并且“专注有力地展示她所代表的没被恋人戴上戒指的女士们”。《纽约客》的萨沙·弗雷里·琼斯写道，这首歌融合了一大堆“不要马上做出决定，但要永远保持活力”的感受和声音。他总结说，“单身女士”通常都是兴高采烈的，而且，碧昂丝拥有着纯净而闪亮的嗓音。Allmusic网站的安迪·凯勒曼和《Paste杂志》的杰西卡·苏亚雷斯认为，这首歌是《双面碧昂丝》这张专辑中较为突出的单曲之一，而且它与《贴身共舞》有相似之处。
除此之外，还有一些作家们称赞这首歌的舞蹈节奏;《流行物质》杂志的科林·麦奎尔称赞《单身女士》是碧昂丝最好的舞曲之一。IGN音乐的斯宾塞·D.认为这首歌的制作人“才华横溢”，他还将这首歌形容为“欢快得令人想随之舞动，即使是最一本正经的听众也会为之欢呼雀跃”。《休斯顿纪事报》的乔伊·格拉写道，这是一首类似于歌曲《检查》的“使人想随之舞动的俱乐部类型”歌曲。《娱乐周刊》的利亚·格林布拉特写道，《单身女士》“结合了抒情的分手情歌和跳绳时的即兴套曲，令人兴奋得头晕目眩”。《华盛顿时报》的亚当·马兹马尼安将这首歌形容为“成功的欢快歌曲”，他写道，《单身女士》旨在让女性走上舞场，正如碧昂斯用“一种真正公然反抗的、独立的声音”演唱这首歌。 另一些评论家则不以为然。《公告牌》杂志的玛丽埃尔•康塞普西翁称其为“典型的刺耳重击声”。《观察家报》的亚当·马特拉则认为，尽管“单身女士”和“歌唱天后”可能会让其他人感到困惑，但它们是变装皇后的潜在灵感来源。《倾斜》杂志的萨尔·辛克曼尼批评它的歌词前后不一致，称它只不过是碧昂丝之前的专辑《生日纪念》中“玩剩下的”。